# ماري إي. كلارك
ماري إي. كلارك (بالإنجليزية: Mary E. Clarke)‏ هي موظفة مدنية أمريكية، ولدت في 3 ديسمبر 1924 في روتشستر في الولايات المتحدة، وتوفيت في 10 يونيو 2011 في سان أنطونيو في الولايات المتحدة.